# Felsőzsolca
Felsőzsolca är en mindre stad i Ungern.